# Janice Daniel-Hodge
Janice Daniel-Hodge (* 17. April 1962 in England) ist eine Geschäftsfrau, Politikerin und Umwelt-Beraterin aus St. Kitts und Nevis.

## Leben
Janice Daniel-Hodge graduierte am St. Francis College in New York mit einem Abschluss in Biologie. 1987 erwarb sie auch einen Abschluss an der Alabama Agricultural and Mechanical University in Mikrobiologie. Außerdem hat sie einen Abschluss der University of the Virgin Islands. Sie war Direktorin und Vorsitzende der The Bank of Nevis Ltd. von 2006 bis 2016 und dann bis 2021 Direktorin der Bank of Nevis International, Ltd.
2020 wurde sie die erste Frau als Parteiführerin in dem Land als Vorsitzende der Nevis Reformation Party (NRP).
Sie führte ihre Partei in die Wahlen in St. Kitts und Nevis 2022 und in die Wahlen zur Nevis Island Assembly 2022.

## Familie
Sie ist die Tochter des ehemaligen Premier of Nevis Simeon Daniel.